# La Trova
La Trova es una compañía de Teatro estable fundada a finales de los años 80 por Javier Horno y Javier San Julián. Como tantos otros grupos de teatro universitario nacieron como aficionados y con el tiempo se profesionalizaron.

## Repertorio
Su repertorio ha sido hasta la fecha de creación propia. Han interpretado textos del filólogo Javier Horno con arreglos musicales del compositor Máximo Olóriz entre otros. En sus obras mezclan la comedia, la sátira y una dosis de números musicales.
La definición del género musical Trova es poesía con música, son canciones con letra inteligente que cuentan una historia de amor.
La primera trova que existió fue en cuba, la cual hablaba de protesta, pero a lo largo de los años se fue transformando hasta llegar a la trova contemporánea y adoptada por los cantautores dentro de la línea romántica, por eso ahora se tiene muy identificado a los cantantes de trova como Pablo Milanes, Silvio Rodríguez, Amaury Pérez, Joan Manuel Serrat, Fernando Delgadillo, David Filio, Mexicanto, Marcial Alejandro, Chava Flores, Facundo Cabral, Alberto Cortez, Eugenia León, Guadalupe Pineda; Tania Libertad, Nicho Hinojosa, entre muchos otros.
Las obras que han representado hasta la fecha han sido:
- 1992 Beltrán el conquistador o la fuerza de ser pelma.
- 1995 Jocomenaje al cine y la televisión
- 2000 Nuevas lecciones musicoilógicas
- 2003 Por humor al arte
- 2007 El reverso del verso

## Distinciones
La compañía ha sido distinguida por la Fundación Sebastià Gasch 
 "por su lúdica y didáctica “historia de la música”, reforzada con una cuidadosa y virtuosa ejecución musical, tanto vocal como instrumental" en el espectáculo Musicalis Nova Lectio.
Su actuación en el popular programa de televisión Buenafuente de la cadena Antena3 cuando la compañía estaba de gira en Barcelona con el espectáculo Por Humor al Arte hace pensar que fue esta última obra la que mejor acogida de crítica y público ha tenido.

## Críticas
Hay quien les achaca una cierta falta de originalidad porque sus espectáculos recuerdan al del grupo argentino Les Luthiers.

## Componentes
Los intérpretes han ido variando a lo largo del tiempo, pero a fecha de hoy (2009) son cuatro:

### Javier Horno
Nacido en Pamplona. Escribe e interpreta los textos. Canta como tenor. Además se trata de un grandísimo artista.

### Javier San Julián
Nacido en Pamplona, canta de barítono y toca la guitarra y percusiones. Es doctor en Economía.

### Manuel Horno
Hermano del autor, es musicólogo. Forma parte de la compañía desde 1997. Toca el piano e instrumentos de viento.

### José Luis González
Forma parte de la compañía desde el año 2000. Canta de tenor y toca el piano, teclados, fagot y castañuelas.